# Yeo Hong-chul
Yeo Hong-chul (Hangŭl: 여홍철, hanja: 呂洪哲; Gwangju, 28 maggio 1971) è un ex ginnasta sudcoreano, vincitore della medaglia d'argento al volteggio a Atlanta 1996.

## Carriera
Yeo ha preso parte ai giochi olimpici nelle edizioni di Barcellona 1992, Atlanta 1996 (vincendo la medaglia d'argento nel volteggio) e Sydney 2000, annunciando ufficialmente il proprio ritiro dalle competizioni. È stato il primo atleta sudcoreano a vincere per due edizioni consecutive la medaglia d'oro ai Giochi asiatici.

Inoltre, è ideatore dei movimenti eponimi "Yeo I" e "Yeo II" nel volteggio

## Palmarès
| Anno | Manifestazione  | Sede       | Evento    | Risultato | Prestazione | Note |
| ---- | --------------- | ---------- | --------- | --------- | ----------- | ---- |
| 1991 | Universiade     | Sheffield  | Volteggio | Oro       | -           |      |
| 1992 | Giochi olimpici | Barcellona | Squadre   | 8º        | 570.85      |      |
| 1993 | Universiade     | Buffalo    | Volteggio | Argento   | -           |      |
| 1994 | Mondiali        | Brisbane   | Volteggio | Bronzo    | -           |      |
| 1994 | Giochi asiatici | Hiroshima  | Volteggio | Oro       | -           |      |
| 1994 | Giochi asiatici | Hiroshima  | Squadre   | Argento   | -           |      |
| 1996 | Mondiali        | San Juan   | Volteggio | Argento   | 9.743       |      |
| 1996 | Giochi olimpici | Atlanta    | Volteggio | Argento   | 9.756       |      |
| 1998 | Giochi asiatici | Bangkok    | Volteggio | Oro       | -           |      |
| 1998 | Giochi asiatici | Bangkok    | Squadre   | Argento   | -           |      |
| 2000 | Giochi olimpici | Sydney     | Volteggio | 11º       | 9.687 (q)   |      |